# فرماندهی عملیات نظامی
فرماندهی عملیات نظامی یا اداره عملیات نظامی که قبلاً با نام اتاق عملیات فتح المبین شناخته می‌شد، یک اتاق عملیات نظامی مشترک از جناح‌های اسلام‌گرا و ملی‌گرای اپوزیسیون سوریه است که در جنگ داخلی سوریه شرکت می‌کنند. این اتاق عملیات در ژوئن ۲۰۱۹ اعلام موجودیت کرد که از اتاق عملیات «فتح دمشق»، در ماه مه، در جریان عملیات طلوع ادلب نخست ارتش سوریه، شکل گرفت و متشکل از گروه‌هایی شورشی است که تحت کنترل اپوزیسیون، فعالیت می‌کنند و در مناطق شمال غربی سوریه در ادلب، متمرکز شده‌اند.
این اتاق عملیات، متشکل از ائتلاف هیئت تحریر شام، جبهه ملی برای آزادی مورد حمایت ترکیه و جیش العزه است. در اکتبر ۲۰۲۰، هیئت تحریر شام و دو جناح پیشرو از جبهه ملی برای آزادی، شروع به نهایی کردن ایجاد یک شورای نظامی واحد در ادلب کردند.